# تقييم صحي
التقييم الصحي (بالإنجليزية: Health assessment)‏هي خطة رعاية تحدد الاحتياجات المحددة للشخص وكيف سيتم معالجة تلك الاحتياجات بواسطة نظام الرعاية الصحية أو مؤوسسات التمريض، وكذلك هو تقييم للحالة الصحية عن طريق إجراء الفحص البدني بعد أخذ التاريخ الصحي، ويتم القيام به للكشف عن الأمراض في وقت مبكر فالناس اللذين قد تبدو صحتهم جيدة.
الأدلة لا تدعم التقييمات الصحية الروتينية لدى الأشخاص الأصحاء.
التقييم الصحي هو تقييم الحالة الصحية للفرد بشكل مستمر، الغرض من التقييم هو تحديد حالة الفرد الصحية بشكل مستمر لأن هذا يوجه كيفية التعامل مع الفرد ومعالجته، تتراوح مناهج الاستمرارية الصحية بين الوقاية والعلاج والرعاية المخففة للآلام فيما يتعلق بوضع الفرد في المتابعة الصحية المستمرة، إنها ليست خطة العلاج أو خطة وقائية من الأمرض، الخطة المتعلقة بالنتائج هي خطة رعاية معدودة مسبقا بشكل متخصص بواسطة مختصيين مثل الأطباء،أخصائيي العلاج الطبيعي ,التمريض وغير ذلك.

## التاريخ
تم فصل التقييم الصحي من قِبل المؤلفين عن التقييم البدني ليشمل التركيز على الصحة التي تحدث على الاستمرارية كالتعليم الأساسي في صناعة الرعاية الصحية، من المفهوم أن الصحة تحدث على استمرارية، لذلك فإن المصطلح المستخدم هو التقييم ولكن قد يكون الأفضلية من خلال تركيز التخصص مثل التمريض والعلاج الطبيعي، وما إلى ذلك، في مجال الرعاية الصحية، يكون تركيز التقييم عبارة عن خزانات نفسية - اجتماعية ولكن قد تكون شدة التركيز تختلف حسب نوع ممارس الرعاية الصحية، على سبيل المثال، في غرفة الطوارئ، يكون التركيز هو الشكوى الرئيسية وكيفية مساعدة ذلك الشخص فيما يتعلق بالمشكلة الحالية، إذا كانت المشكلة هي نوبة قلبية فإن شدة التركيز تكون في البداية على المشكلة البيولوجية / الفيزيائية.